# Soemba-jaarvogel
De soemba-jaarvogel (Rhyticeros everetti, synoniem: Aceros everetti) is een vogel die behoort tot de familie van de neushoornvogels (Bucerotidae). Het is een endemische vogelsoort op het Indonesische eiland Soemba. De vogel is vernoemd naar de Britse koloniaal ambtenaar en verzamelaar Alfred Hart Everett. 

## Beschrijving
De soemba-jaarvogel is een middelgrote neushoornvogel: hij wordt ongeveer 70 cm lang. Het mannetje is roodachtig bruin boven en achter op de kop; de nek is bleekwit. Het vrouwtje is helemaal zwart. Beide partners hebben een grote vuilgele snavel met oranje bruine vlek op de ondersnavel. Verder een "hoorn" op de snavel en een blauw gekleurde keelzak die kan worden opgeblazen.

## Verspreiding en leefgebied
De soemba-jaarvogel komt voor in tropisch laaglandbos tot op 950 m boven de zeespiegel. De grootste populatie bevindt zich in het Manupeu-Tanadaru Nationale Park op Soemba. De vogel is sterk afhankelijk van de aanwezigheid van grote loofbomen met een dichte kroon. Toch zijn er ook waarnemingen in kleine boomgroepen van grote bomen in een verder schijnbaar ongeschikt leefgebied. 

## Status
De grootte van de populatie is in 2020 geschat op 1000-2000 volwassen vogels. De vogel heeft sterk te lijden door het afbranden van bos en omzetting in weidegronden. De status op de Rode lijst van de IUCN is in 2020 gewijzigd van kwetsbaar naar bedreigd .